# Aniva
Aniva (en rus: Анива) és una ciutat de l'óblast de Sakhalín, a l'Extrem Orient de Rússia, que el 2019 tenia 9.405 habitants. És la seu administrativa del districte homònim.